# Радіологічний вік
Радіологічний вік (рос. радиологический возраст, англ. absolute age, radiometric age; нім. radiogenes Alter n) — радіометричний вік, ізотопний вік, абсолютний вік, вік гірських порід, виражений в одиницях астрономічного часу (млн та млрд років). Встановлюється різними радіологічними методами (див. геохронологія).
Одні з найдревніших гірських порід Землі — ґнейси Атакси (північний захід Канади) — затверділи 4 млрд років тому. Надзвичайною стійкістю відрізняються монокристали циркону, які мають домішку урану, що дає змогу саме по них визначити граничний вік гірських порід Землі. У Західній Австралії знайдені монокристали циркону віком 4,3–4,4 млрд років — очевидно, що це найдревніші земні породи. Поверхня цих кристалів іноді досить сильно стерта, грані заокруглені, що говорить про їх перенесення на великі відстані.